# جمجمة جاويس

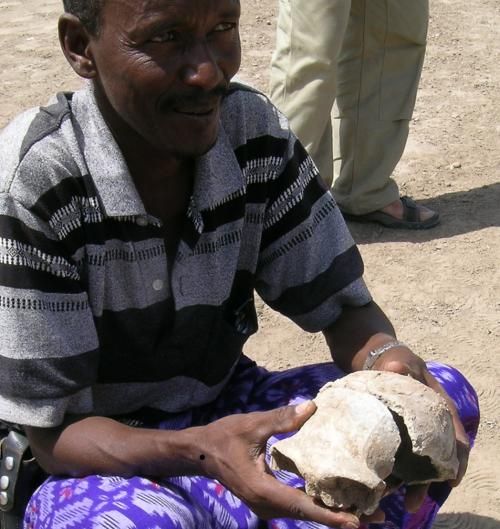

جمجمة جاويس هي جزء من جمجمة أحفورية تُنسب في أصلها إلى أحد أشباه البشر، والتي تم اكتشافها في 16 فبراير عام 2006 في جاويس، وهو أحد الروافد التي تصب في نهر أواش الواقع في منخفض العفر بإثيوبيا. وعلى الرغم من تواجد بضعة طبقات من رماد البراكين في الموقع والتي من شأنها أن تحدد عمر تلك الأحفورة، إلا أن تلك المسألة يشوبها بعض الجدل في مجال التاريخ الحفري، وبالتالي تم تقدير عمرها بحيث يتراوح من 200,000 إلى 500,000 عام.
تمت الإفادة بهذا الاكتشاف لأول مرة عام 2006 من قبل سليشي سيماو، مدير مشروع الجونة للأبحاث المتمركز في معهد العصر الحجري، ومركز أبحاث جامعة إنديانا.

## الاكتشاف والأهمية
عثر أساحمد هيومت، أحد أعضاء مشروع الجونة لأبحاث المستحاثات البشرية، على تلك الجمجمة شبه البشرية في أحد المدافع الناتجة عن عوامل التعرية المائية، والذي يصب في حوض نهر الأواش في منطقة عفر، والتي تقع على بعد 300 ميل شمل شرق العاصمة إديس أبابا. وتلك المستحاثة هي عبارة عن قِحف شبه مكتمل من المفترض أنه ينتمي إلى أحد أسلاف البشر في عصر البليستوسين الأوسط. ومع أخذ الاختلافات بين تلك الجمجمة وجمجمة الإنسان بعين الاعتبار، إلا أن كلًا من تجويف المخ، والفك السفلي، والجبهة العلوية لديهم من الأدلة التشريحية القاطعة ما يثبت صلتهم بالإنسان. أُعلن عن هذا الاكتشاف لأول مرة من قبل مدير مشروع الجونة، سليشي سيماو، والذي لاحظ أنه من المحتمل أن تكون تلك الجمجمة بمثابة مستحاثة انتقالية من شأنها أن تفسر جزءًا من الفراغ الذي يتخلل أصول الإنسان التطورية. وقد علَّق على مظهر الجمجمة الخارجي زاعمًا إنها تبدو كمرحلة انتقالية بين الإنسان المنتصب والإنسان العاقل.
وإلى جانب الجمجمة، فقد تم العثور على مجموعة من الأدوات الحجرية ذات أهمية عظمى في موقع الأحفورة، إلى جانب عدد من عينات حيوانات متحجرة.
ونهر جاويس يقع ضمن منطقة الأبحاث التي يستهدفها مشروع الجونة المتمركز حول وادي نهر أواش. وبالقرب من تلك المنطقة شرقًا حيث يقع أحد روافد نهر أواش أيضًا تقع منطقة هادار، حيث تم اكتشاف بقايا متحجرة للأوسترالوبيثيكوس أفارينيسيس والمعروف أيضًا باسم لوسي والتي يقدر عمرها بنحو 3.2 مليون سنة، والتي عثر عليها العالم الأمريكي دونالد جوهانسن عام 1974.
وإلى جانب تلك الجمجمة، فبفضل مشروع الجونة تم العثور على بعض أقدم الأدوات الحجرية في العالم (بعمر 2.6 مليون سنة)، بالإضافة إلى بقايا متحجرة تعود إلى الأرديبيثكس راميدس، وهو من أحد أفراد القردة العليا –على أن هناك جدلاً حول ما إذا كان من أشباه البشر أم لا– والتي يقدر عمرها بنحو 4.5 مليون سنة مضت.